# Opel Zafira B
L'Opel Zafira B è una monovolume di fascia media, prodotta dalla Casa automobilistica tedesca Opel dal 2005 al 2014, e corrispondente alla seconda generazione del modello Zafira.

## Profilo e storia

### Debutto
Già poco prima del lancio dell'Astra H, la Casa di Rüsselsheim aveva in cantiere il progetto della sua versione monovolume, ossia la seconda serie della Zafira, i cui primi prototipi camuffati vennero sorpresi su strada nella tarda primavera del 2004.
La seconda generazione della Zafira, nota come Zafira B, ha debuttato al Salone dell'automobile di Ginevra del 2005. Poco dopo, ne fu avviata la produzione, mentre a partire dal 9 luglio dello stesso anno cominciò la commercializzazione.

#### Design esterno ed interno
La seconda serie della Zafira era caratterizzata da ingombri decisamente superiori rispetto alla sua antenata, essendo cresciuta in lunghezza di 15 cm. Tale fatto le permise di proporsi come alternativa a modelli di fasce superiori, anche se non direttamente in concorrenza con essi, e comportò allo stesso tempo un certo distacco dalla fascia di mercato occupata dalla versione precedente. Modelli come la Citroën Xsara Picasso, fino a quel momento in diretta concorrenza con la Zafira A, con la nuova monovolume media della Opel, tendevano a non risultare più all'altezza della situazione. Sempre considerando l'esempio della Casa francese, del resto, quasi contemporaneamente all'arrivo della Zafira B, fu introdotta la C4 Picasso a 7 posti, decisamente più in alto rispetto alla profilata monovolume su base Xsara.
Dal punto di vista del design esterno, la nuova Zafira non fece nulla per nascondere la sua parentela tecnica con l'Astra H: simili nel disegno erano i gruppi ottici anteriori di forma trapezoidale, così come la calandra con barra cromata nella zona superiore. Sotto di essi, spiccava il paraurti a tre prese d'aria trapezoidali a sviluppo orizzontale. Le due prese d'aria più esterne montavano fari fendinebbia. La vista laterale, a parte un design più attualizzato, non mostrava grandi particolarità, mentre la coda era caratterizzata dai nuovi gruppi ottici quadrangolari con plastiche divise da una sorta di grigliatura di colore chiaro. Il portellone era tagliato in due da una barra cromata che univa i due fari, mentre lo scudo paraurti aveva un aspetto più massiccio. Un'altra particolarità stava nel tetto panoramico in cristallo montato su di un'intelaiatura a croce che nel lato interno ospitava le plafoniere e cinque cassetti portaoggetti.
Internamente proponeva alcune soluzioni collaudate sulla vecchia generazione, primo fra tutti il sistema Flex-7, che consentiva una elevata modularità dei sette sedili e di conseguenza anche ampie possibilità di sfruttamento dello spazio interno. Tale sistema era stato ottimizzato al fine di conseguire una migliore abitabilità nei posti posteriori ed una maggior capacità di carico. Nel complesso l'abitacolo appariva piuttosto sobrio, anche se più moderno. Particolare attenzione era stata dedicata a migliorare il livello di ergonomia: classico il disegno della consolle centrale, sovrastata da un display e completa di bocchette di aerazione e comandi per la climatizzazione e per l'impianto hi-fi; il cruscotto era a strumenti circolari circondati da una cornice cromata. La capacità di carico del bagaliaio era di 270 litri in configurazione a sette posti che salivano a 645 con cinque posti e a 1.820 litri con soli due posti.

#### Meccanica e motori
Al capitolo sicurezza la nuova Zafira, grazie ad una struttura portante molto robusta, è riuscita ad ottenere 5 stelle nei test EuroNCAP per quanto riguarda l'urto frontale e laterale.
La Zafira B condivide pianale e meccanica con l'Astra H e in particolare con la sua variante SW, della quale riprende il pianale a passo allungato di 9 cm rispetto alle versioni berlina e coupé. È stata mantenuta quindi la stessa geometria delle sospensioni: avantreno di tipo MacPherson e retrotreno a ruote interconnesse con bracci longitudinali. L'impianto frenante prevedeva dischi sulle quattro ruote, dei quali quelli anteriori di tipo autoventilante, con ABS ed ESP. Lo sterzo era a cremagliera con servosterzo di tipo elettroidraulico.
Al suo debutto è stata proposta in sei motorizzazioni, tre a benzina derivate dalla produzione Opel e GM, e tre a gasolio di origine Fiat:
- 1.6 16v: motore da 1598 cm³ della potenza massima di 105 CV;
- 1.8 16v: motore da 1796 cm³ da 140 CV;
- 2.0 16v Turbo: motore da 1998 cm³, sovralimentato mediante turbocompressore ed in grado di erogare fino a 200 CV di potenza massima;
- 1.9 CDTI: motore turbodiesel common rail monoalbero da 1910 cm³, con potenze di 100 e 120 CV;
- 1.9 CDTI 16v: motore turbodiesel common rail bialbero da 1910 cm³, con potenza di 150 CV.

In alcuni mercati, tra cui quello tedesco, era disponibile anche un motore a benzina da 2.2 litri con alimentazione ad iniezione diretta, in grado di erogare fino a 150 CV di potenza massima.
Due le varianti di cambio: le versioni con motori 1.6 e 1.8 a benzina erano previste con un cambio manuale a 5 rapporti, mentre le restanti montavano di serie un cambio a 6 rapporti.

#### Allestimenti e dotazioni
La gamma iniziale era disponibile in tre livelli di allestimento, così riassumibili:
- Club: livello di accesso previsto per i motori 1.6 e 1.8 a benzina, e per il 1.9 CDTI da 101 CV, e comprendente nella dotazione di serie: ABS, ESP, controllo di trazione, doppio airbag frontale, airbag laterali, retrovisori esterni a regolazione elettrica e riscaldabili, sedile guida regolabile in altezza, poggiatesta posteriori e autoradio.
- Enjoy: livello intermedio previsto per tutti i motori tranne il 2 litri turbo ed il 1.9 CDTI da 150 CV, e comprendenti nella dotazione di serie quanto già visto per il livello Club, e con in più gli airbag per la testa ed il climatizzatore;
- Cosmo: livello di punta previsto per tutti i motori e comprendente quanto già visto per gli allestimenti precedenti, ma con in più i cerchi in lega ed i fendinebbia.

La lista optional comprendeva: antifurto, fari allo xeno, interni in pelle, navigatore satellitare (questi quattro optional non erano disponibili per le versioni Club), cambio automatico (solo per il 1.9 CDTI da 120 CV), cambio robotizzato (solo per il 1.8 16v da 140 CV). I sensori di parcheggio, le sospensioni autoregolabili e la vernice metallizzata erano optional comuni a tutta la gamma. Per il resto, ciò che era previsto di serie nell'allestimento Cosmo era ottenibile anche negli allestimenti inferiori con sovrapprezzo.

### Evoluzione

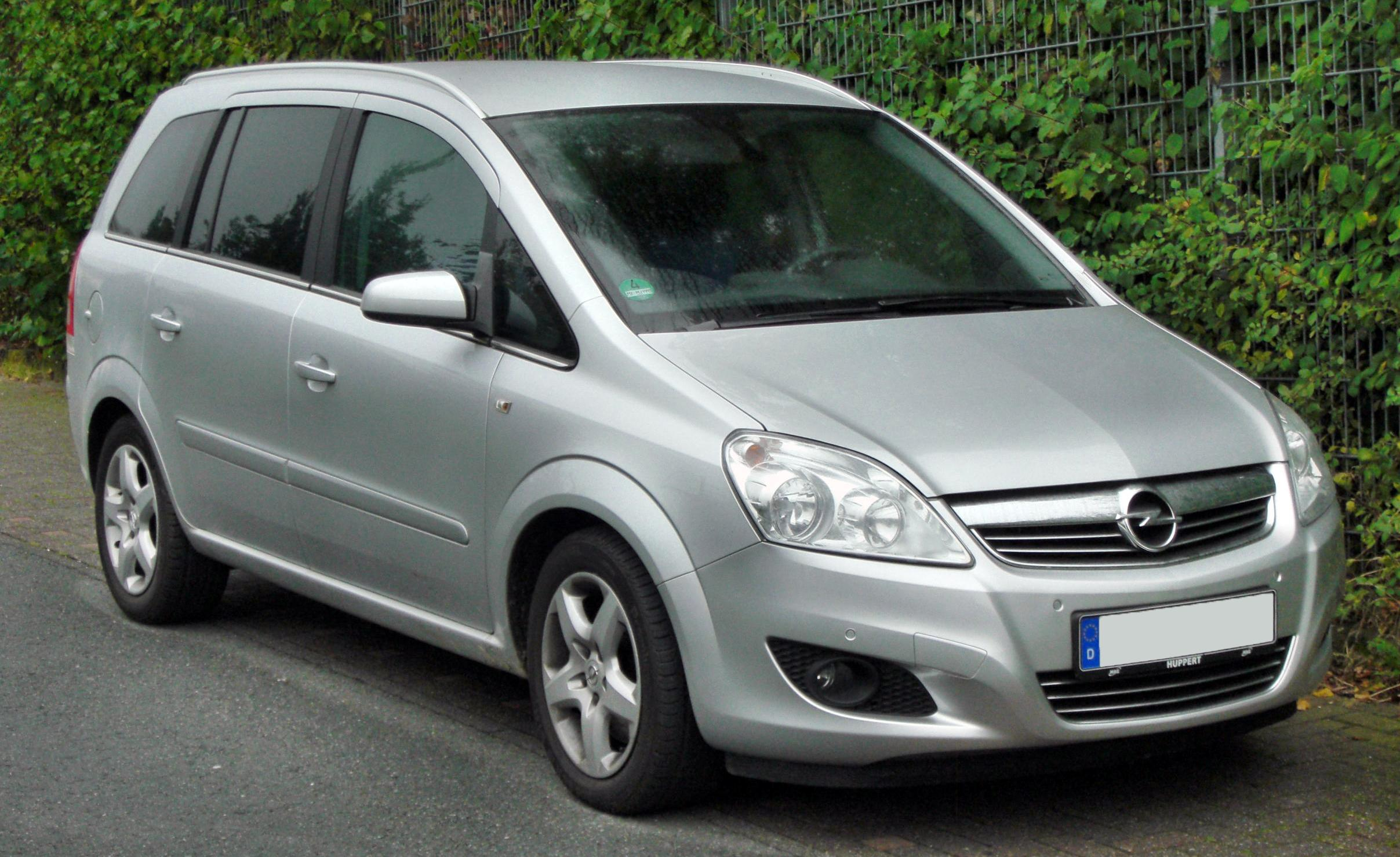
La seconda generazione della Zafira dopo il restyling

Fino alla fine dell'anno di debutto non vi furono altre novità nella gamma, a parte la presentazione, al Salone dell'automobile di Francoforte, della Zafira 1.6 EcoM. Tale versione bifuel benzina/metano venne resa disponibile su molti mercati europei tra il novembre del 2005 e la primavera del 2006. Il suo motore era una variante depotenziata del 1.6 Family I che vide la sua potenza scendere da 105 a 97 CV. Nel corso dell'anno tale motore venne ulteriormente depotenziato a 94 CV. Sempre nel 2006 fu introdotta la sportiva Zafira 2.0 Turbo OPC, nella quale il 2 litri sovralimentato, lo stesso utilizzato sull'Astra H OPC, era in grado di erogare 240 CV, facendo di questo modello la monovolume media più veloce al mondo.
Alla fine del 2007, al Motor Show di Bologna venne svelata in anteprima la Zafira B restyling con modifiche limitate esternamente a pochi dettagli: vennero infatti modificati il paraurti anteriore con nuovi alloggiamenti per i fendinebbia, la calandra e le grafiche dei fari posteriori. Meccanicamente, il 1.6 a benzina da 105 CV venne rivisitato e la sua potenza portata a 115 CV, mentre debuttò il nuovo 1.7 CDTI da 110 CV che andò a sostituire il vecchio 1.9 CDTI da 101 CV. Nel mercato italiano, il 2 litri turbo da 200 CV uscì da listino, ma venne mantenuto in altri mercati. Per quanto riguarda gli allestimenti, il 1.9 CDTI da 150 CV fu proposto anche nell'allestimento Enjoy. Inoltre, le versioni Cosmo persero le barre portatutto sul tetto. Poche modifiche di dettaglio nell'abitacolo. La Zafira così aggiornata cominciò ad essere commercializzata a partire dal febbraio del 2008.
Nel 2009 venne eliminato l'allestimento Club, mentre il 1.9 CDTI da 120 CV venne sostituito dal 1.7 CDTI da 125 CV. Nello stesso anno, vi furono altre due novità "ecologiche", vale a dire la Zafira EcoM Turbo, spinta da una versione sovralimentata del 1.6 bifuel benzina/metano. In tale configurazione, il motore arrivava ad erogare 150 CV. L'altra novità a basse emissioni, sempre del 2009, fu la Zafira 1.8 GPL-Tech, spinta dal solito 1.8 da 140 CV, qui in versione bifuel benzina/GPL. In modalità GPL, la potenza di tale motore era leggermente inferiore, e pari a 136 CV.
Nel 2010, la Zafira EcoM con motore aspirato e la versione a GPL uscirono da alcuni listini europei, ma non da quello italiano, dove continuarono ad essere commercializzate. Nello stesso anno, il motore 1.6 a benzina da 115 CV subì alcuni aggiornamenti per soddisfare la normativa Euro 5. Tra la fine del 2010 e l'inizio del 2011, la Zafira OPC e la Zafira 1.9 CDTI da 150 CV vennero progressivamente eliminate da tutti i listini europei. Nel 2011 la Zafira 1.8 GPL-Tech è stata cancellata anche dal listino italiano.
La presentazione della terza generazione della Zafira al Salone di Francoforte del 2011 non coincide con l'uscita di scena della Zafira B, poiché quest'ultima continuerà ad affiancare la nuova Zafira Tourer come modello economico e più compatto, dal momento che il nuovo modello si posizionerà un gradino più in alto, sia per ingombri che per prezzo. La Zafira B in versione anno-modello 2012 ha anche una nuova denominazione commerciale,  Zafira One (Zafira Family in Germania), la cui gamma motori prevede il 1.6 da 115 CV, il 1.8 da 140 CV ed il 1.7 CDTI con potenze di 110 e 125 CV.
La produzione della Zafira One cessa alla fine del 2014, ma la commercializzazione ha avuto termine nel marzo 2015 allo scopo di smaltire le scorte giacenti.

### Riepilogo caratteristiche
Di seguito vengono riepilogate le caratteristiche delle varie versioni previste per la gamma della Zafira B.
| Modello                                    | Motore | Cilindrata cm³ | Alimentazione                                           | Potenza CV/rpm | Coppia Nm/rpm | Cambio/ N°rapporti | Massa a vuoto (kg) | Velocità max | Acceler. 0–100 km/h | Consumo (l/100 km) | Emissioni CO2 (g/km) | Anni di produzione |
| Versioni a benzina                         |        |                |                                                         |                |               |                    |                    |              |                     |                    |                      |                    |
| 1.6 16v                                    | Z16XEP | 1598           | Iniezione elettronica                                   | 105/6000       | 150/3600      | Manuale 5 marce    | 1.318              | 176          | 13"                 | 7.9                | 180                  | 2005-08            |
| 1.6 16v                                    | Z16XER | 1598           | Iniezione elettronica                                   | 115/6000       | 155/4000      | Manuale 5 marce    | 1.430              | 185          | 13"4                | 7.4                | 169                  | 2008-10            |
| 1.6 16v                                    | A16XER | 1598           | Iniezione elettronica                                   | 115/6000       | 155/4000      | Manuale 5 marce    | 1.430              | 185          | 13"4                | 7.1                | 169                  | 2010-12            |
| 1.8 16v (120 CV)1                          | A18XEL | 1796           | Iniezione elettronica                                   | 120/5600       | 175/3800      | Manuale 5 marce    | -                  | -            | -                   | 7.2                | 168                  | 11/2013-12/2014    |
| 1.8 16v (140 CV)                           | Z18XEP | 1796           | Iniezione elettronica                                   | 140/6300       | 175/3800      | Manuale 5 marce    | 1.428              | 197          | 11"5                | 7.8                | 182                  | 2005-08            |
| 1.8 16v (140 CV)                           | Z18XER | 1796           | Iniezione elettronica                                   | 140/6300       | 175/3800      | Manuale 5 marce    | 1.428              | 197          | 11"5                | 7.8                | 177                  | 2006-2010          |
| 1.8 16v (140 CV)                           | A18XER | 1796           | Iniezione elettronica                                   | 140/6300       | 175/3800      | Manuale 5 marce    | 1.428              | 197          | 11"5                | 7.5                | 177                  | 2010-14            |
| 2.0 16v Turbo                              | Z20LER | 1998           | Iniezione + turbocompressore                            | 200/5400       | 262/4200      | Manuale 6 marce    | 1.535              | 225          | 9"                  | 10.1               | 228                  | 2005-08            |
| 2.0 16v Turbo OPC                          | Z20LEH | 1998           | Iniezione + turbocompressore                            | 240/5600       | 320/2400      | Manuale 6 marce    | 1.590              | 234          | 6"9                 | 10.1               | 228                  | 2005-10            |
| 2.2 16v                                    | Z22YH  | 2198           | Iniezione elettronica                                   | 150/5600       | 215/4000      | Manuale 6 marce    | 1.570              | 200          | 10"6                | 8.2                | 204                  | 2005-10            |
| Versioni a gasolio                         |        |                |                                                         |                |               |                    |                    |              |                     |                    |                      |                    |
| 1.7 CDTI (110 CV)                          | Z17DTJ | 1686           | Turbodiesel common rail                                 | 110/3800       | 260/2000      | Manuale 6 marce    | 1.525              | 179          | 13"4                | 5.1                | 152                  | 2008-10            |
| 1.7 CDTI (110 CV)                          | A17DTJ | 1686           | Turbodiesel common rail                                 | 110/3800       | 260/2000      | Manuale 6 marce    | 1.525              | 179          | 13"4                | 5.1                | 134                  | 2010-14            |
| 1.7 CDTI (125 CV)                          | A17DTR | 1686           | Turbodiesel common rail                                 | 125/4000       | 280/2000      | Manuale 6 marce    | 1.530              | 189          | 12"3                | 5.1                | 134                  | 2009-14            |
| 1.9 CDTI (101 CV)                          | Z19DTL | 1910           | Turbodiesel common rail                                 | 101/4000       | 260/1750      | Manuale 6 marce    | 1.538              | 174          | 14"1                | 6.4                | 165                  | 2005-07            |
| 1.9 CDTI (120 CV)                          | Z19DT  | 1910           | Turbodiesel common rail                                 | 120/3500       | 280/2000      | Manuale 6 marce    | 1.538              | 186          | 12"2                | 6.4                | 165                  | 2005-09            |
| 1.9 CDTI 16v                               | Z19DTH | 1910           | Turbodiesel common rail                                 | 150/4000       | 320/2000      | Manuale 6 marce    | 1.553              | 202          | 10"4                | 7.5                | 167                  | 2005-10            |
| Versioni bi-fuel                           |        |                |                                                         |                |               |                    |                    |              |                     |                    |                      |                    |
| 1.6 EcoM                                   | Z16YNG | 1598           | Iniezione elettronica benzina/metano                    | 97/6000        | 140/3800      | Manuale 5 marce    | 1.590              | 170          | 15"5                | 5.3                | 138                  | 2005-06            |
| 1.6 EcoM                                   | Z16YNG | 1598           | Iniezione elettronica benzina/metano                    | 94/6200        | 133/4200      | Manuale 5 marce    | 1.505              | 165          | 17"                 | 5.3                | 138                  | 2006-10            |
| 1.6 EcoM Turbo                             | A16XNT | 1598           | Iniezione elettronica benzina/metano + turbocompressore | 150/5000       | 210/2300      | Manuale 6 marce    | 1.660              | 200          | 11"5                | -                  | 144                  | 2009-14            |
| 1.8 GPL-Tech                               | Z18XER | 1796           | Iniezione elettronica benzina/GPL                       | 136/6300       | 175/3800      | Manuale 5 marce    | 1.443              | 193          | 11"8                | 9.9                | 160                  | 2009-10            |
| Note:1Non prevista per il mercato italiano |        |                |                                                         |                |               |                    |                    |              |                     |                    |                      |                    |

### La Zafira B nel mondo
- Opel Zafira - Europa (tranne Regno Unito), Singapore, Giappone
- Vauxhall Zafira - Regno Unito
- Chevrolet Zafira - Messico
- Subaru Traviq - Giappone

### Stabilimenti di assemblaggio
- Bochum, Germania
- Gliwice, Polonia (dal 12 settembre 2005 al 19 luglio 2010)[2]